# 爹亲娘亲不如毛主席亲
《爹亲娘亲不如毛主席亲》，创作于1966年，由劫夫作曲。1966年3月，河北邢台发生地震，劫夫在报上得知消息后，主动申请到灾区，期间共创作了19首歌曲，其中一首便是根据邢台民谣谱写的《爹亲娘亲不如毛主席亲》。该曲在文革前期得到了广泛地传唱。不过，1971年因曲作者劫夫涉嫌与“林彪反革命集团”有牵连，其歌曲被停播、停唱。